# Michail Pawlowitsch Malachow
Michail Pawlowitsch Malachow (russisch Михаил Павлович Малахов; * 1781 im Dorf Massany, Gouvernement Tschernigow; † 1842 in Jekaterinburg) war ein russischer Architekt des Klassizismus.

## Leben
Malachow stammte aus einer adligen Familie. Er besuchte zunächst das Geistliche Seminar und dann die Volksschule. Darauf arbeitete er drei Jahre lang als Kanzleibeamter am Gericht und am Postamt. 1800 begann er in St. Petersburg das Studium an der Kaiserlichen Akademie der Künste, das er 1802 als Architekt 14. Klasse abschloss.
Ab 1802 arbeitete Malachow in St. Petersburg im Innenministerium, wo er am Bau des Hörsaalgebäudes der Medizinisch-Chirurgischen Akademie und der Kasaner Kathedrale beteiligt war. Im März 1805 bat der Orenburger Militärgouverneur Grigori Wolkonski den Innenminister Wiktor Kutschubei in einem privaten Brief um die Abordnung Malachows nach Orenburg.
Im Februar 1815 wurde Malachow Architekt der Verwaltung der Uraler Bergbaubetriebe und Hüttenwerke. In dieser Zeit baute er für den Jekaterinburger Unternehmer Lew Rastorgujew und dann für dessen Schwiegersohn P. J. Charitonow ein Herrenhaus in Jekaterinburg, das der St. Petersburger Architekt Tommaso Adamini geplant und projektiert hatte. Dieses prächtige Herrenhaus-Ensemble beschrieb Dmitri Mamin-Sibirjak in seinem 1883 erschienenen Buch Priwalowskije Milliony (Priwalows Millionen).
Malachow baute 1820–1821 die Jekaterinburger Apotheke der Uraler Bergbauverwaltung im klassizistischen Stil, die seit 1992 das erste russische Museum für Steinschneide- und Goldschmiedekunst ist. 1828 heiratete er die Tochter eines hohen Regierungsbeamten Wera Kolobowa, mit der er begabte Kinder bekam.
1832 wurde Malachow Chefarchitekt der Uraler Bergbauverwaltung als Nachfolger Iwan Swijasews. Er trug wesentlich zur Entwicklung des 1845 beschlossenen Generalplans für die Bebauung Jakterinburgs bei. Unter seiner Leitung entstanden wertvolle klassizistische Architekturdenkmäler.

## Ehrungen
- Sankt-Stanislaus-Orden IV. Klasse (zweimal)[2]
- Ehrenbürger Jekaterinburgs (2014)[5]

## Werke

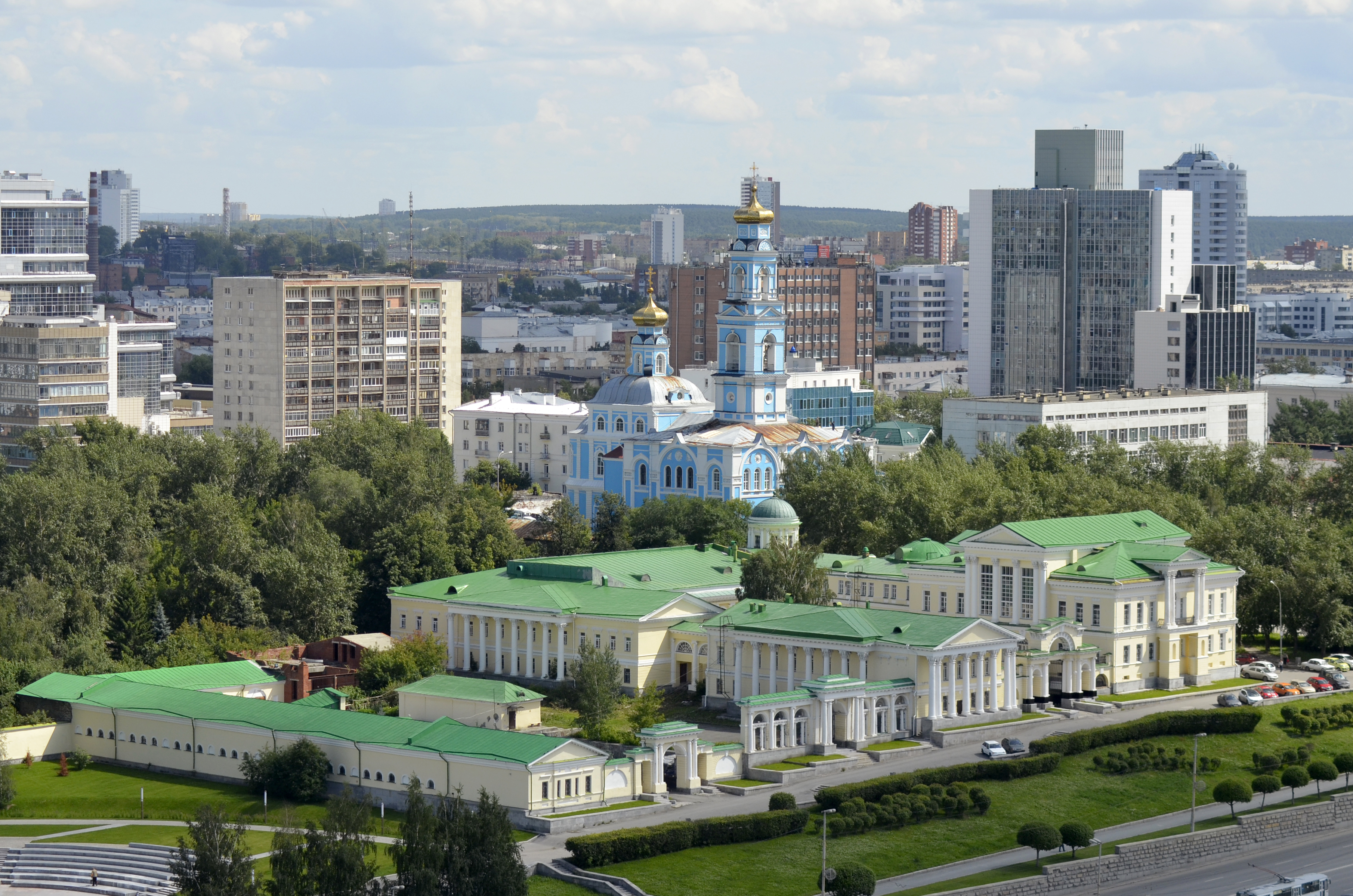
Rastorgujew-Charitonow-Herrenhaus (1806–1824), Karl-Liebknecht-Straße 44, Jekaterinburg
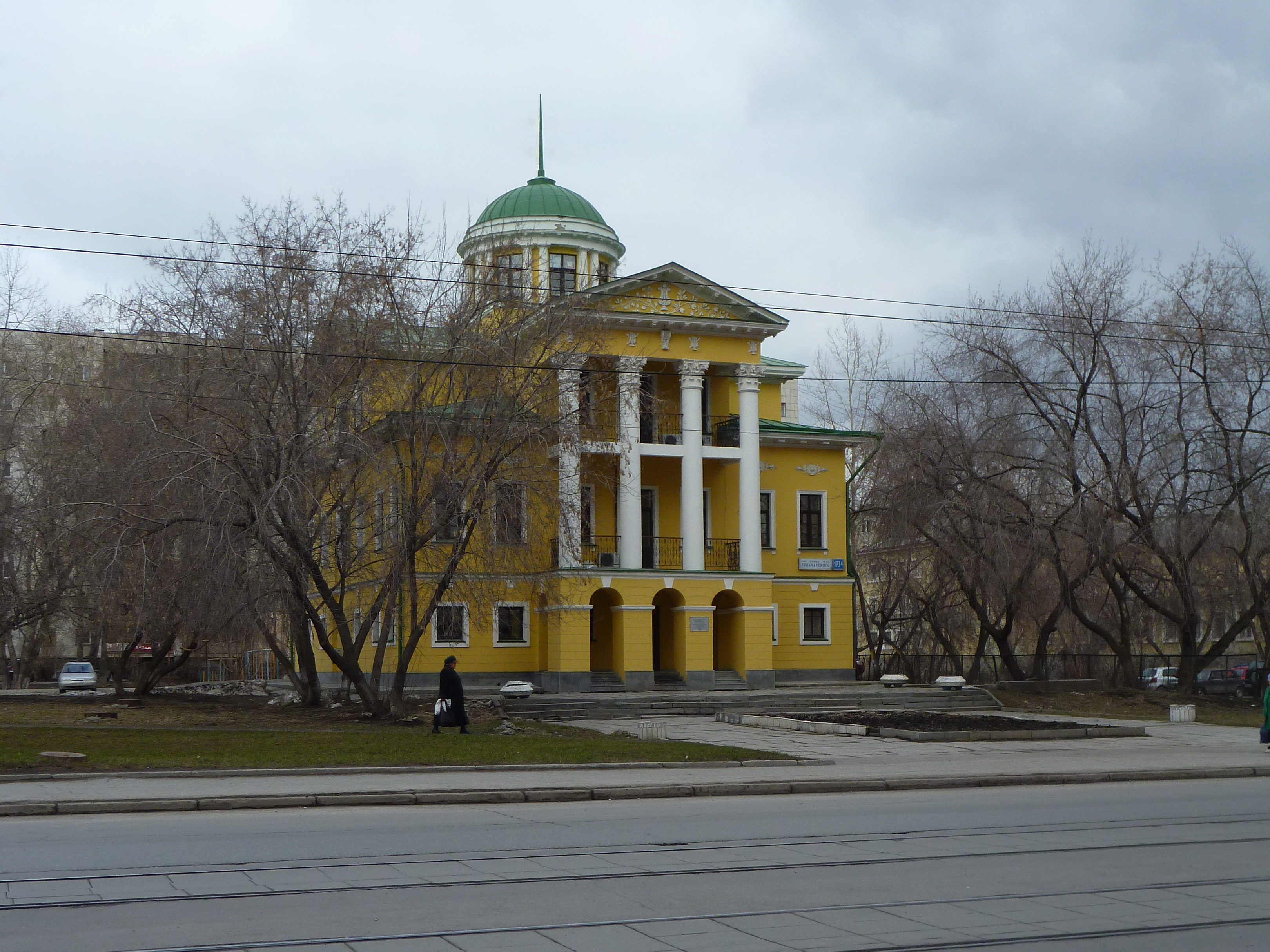
Malachows Datsche (1817), Uliza Lunatscharski, Jekaterinburg
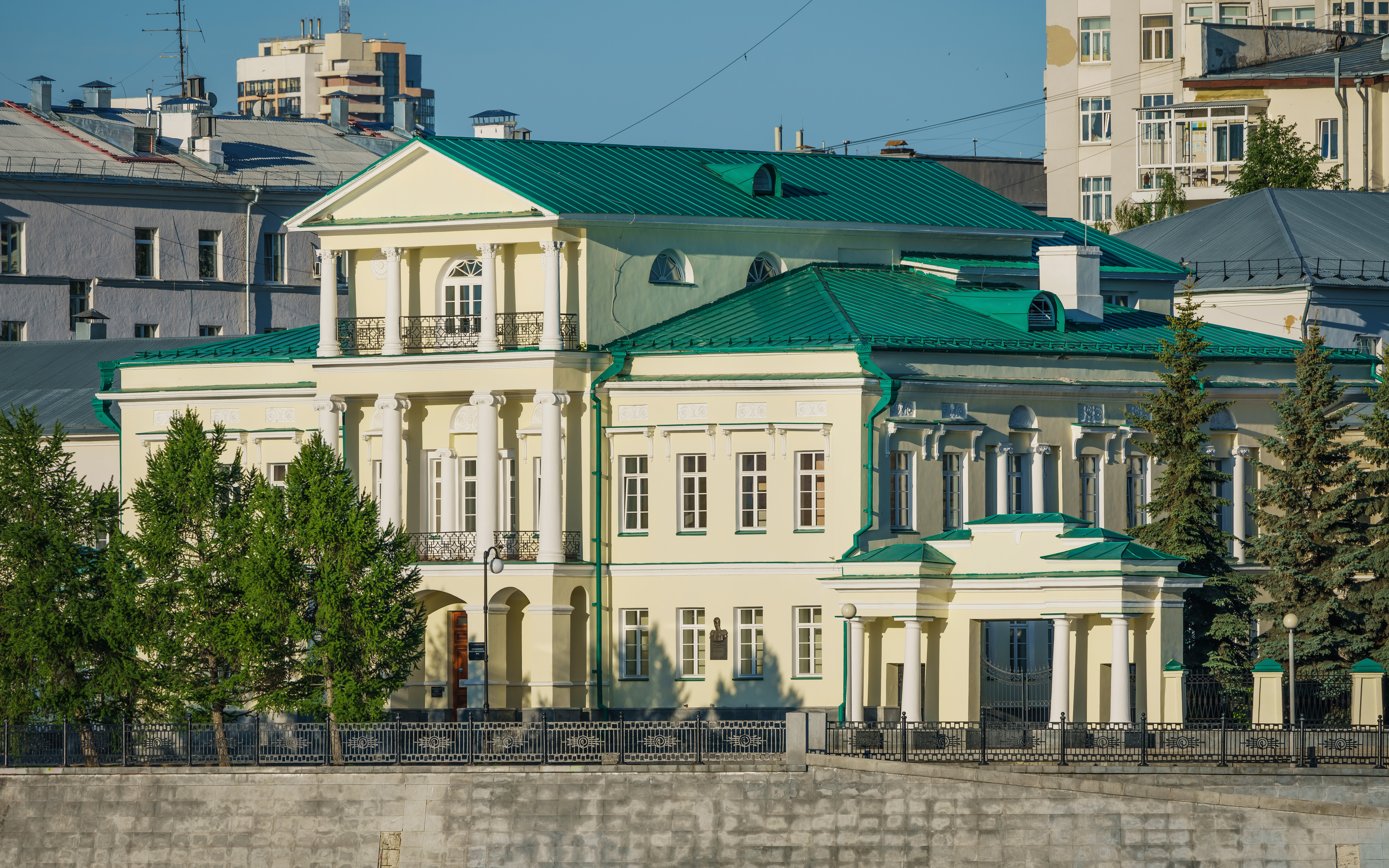
Haus des Bergbauverwaltungschefs (1818–1830er Jahre), Nabereschnaja Rabotschei Molodjoschi 3, Jekaterinburg
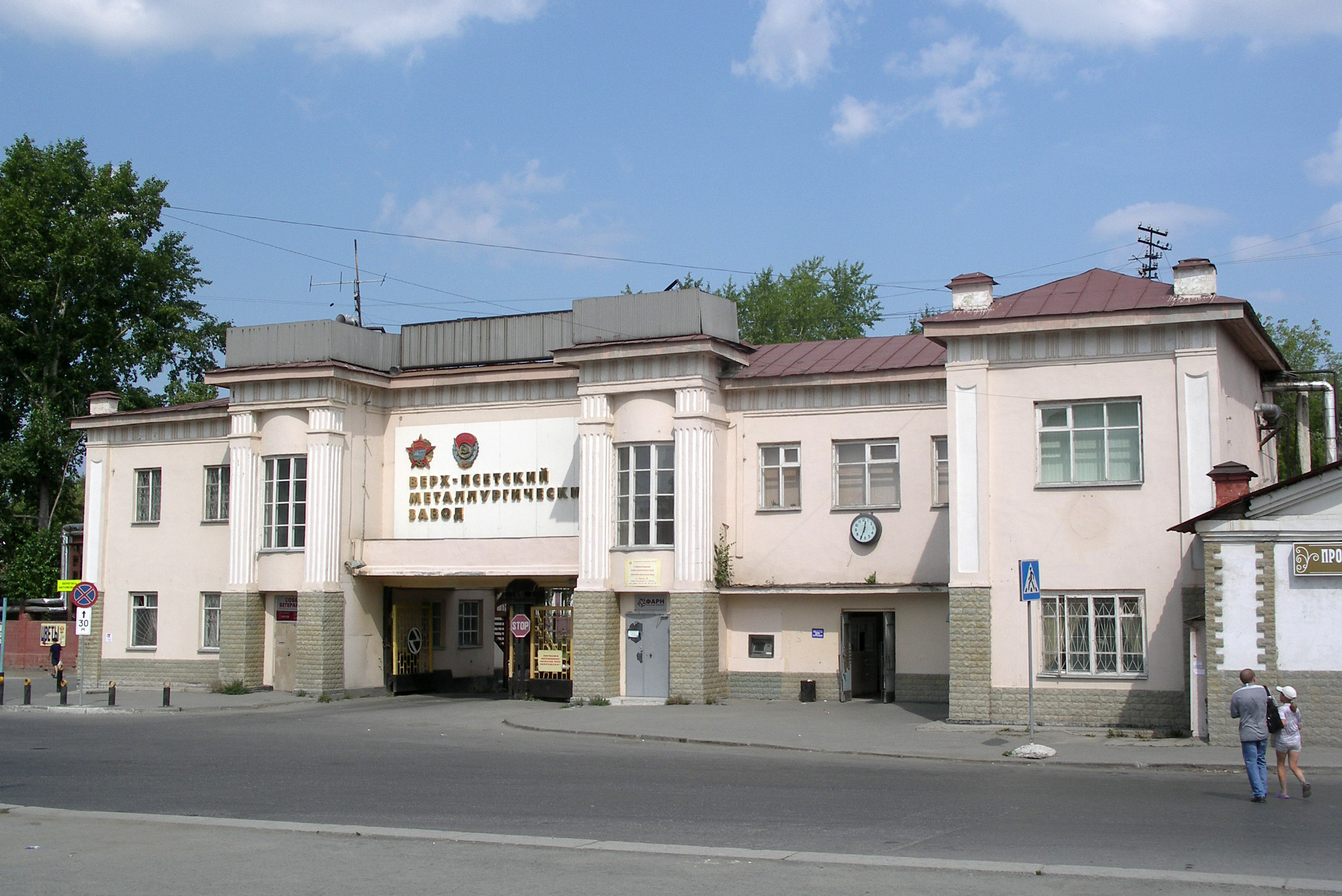
Kontor des Ober-Isset-Hüttenwerks (1820) bei Jekaterinburg
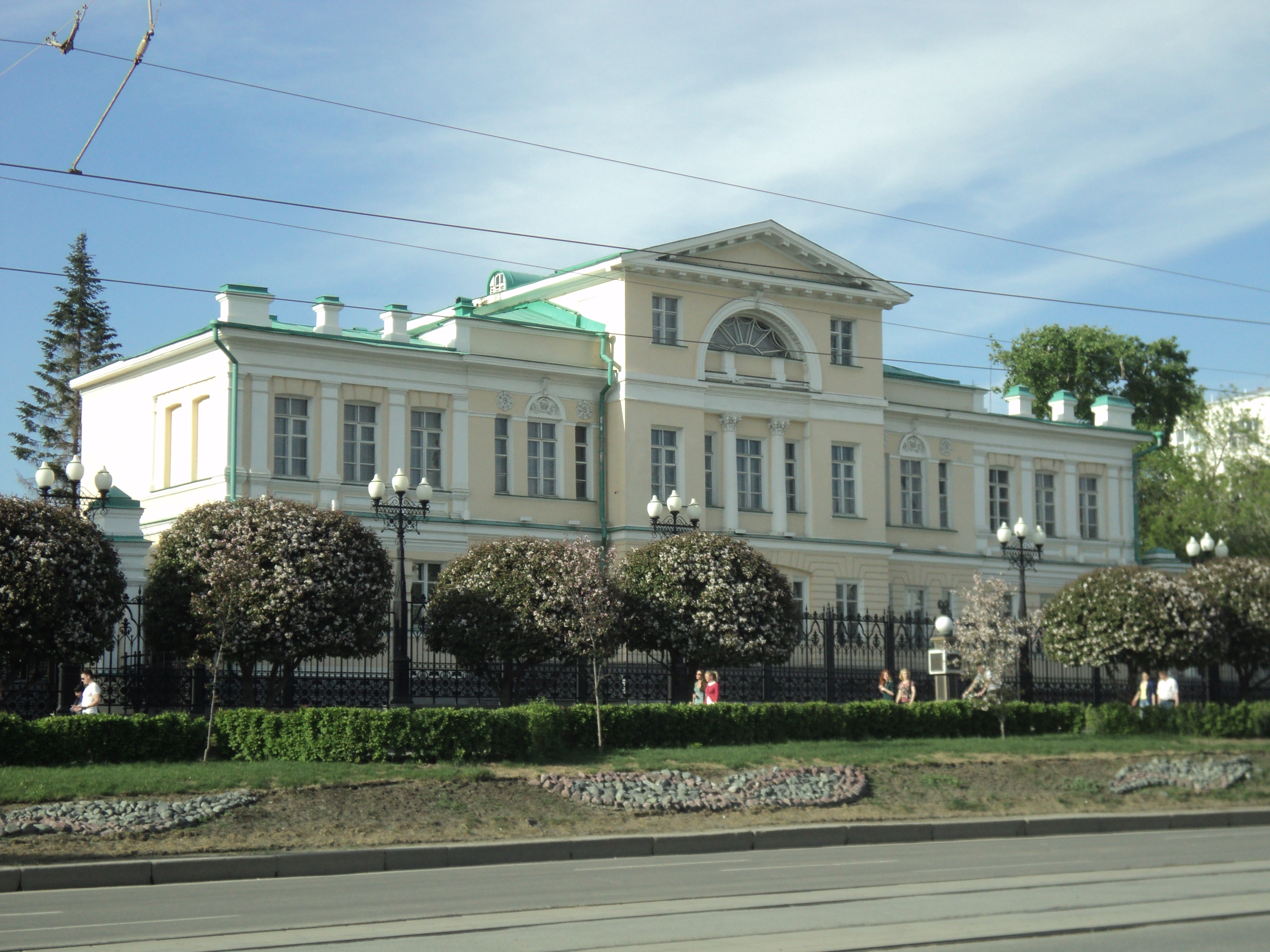
Apotheke der Bergbauverwaltung (1820–1821), Prospekt Lenina 37, Jekaterinburg
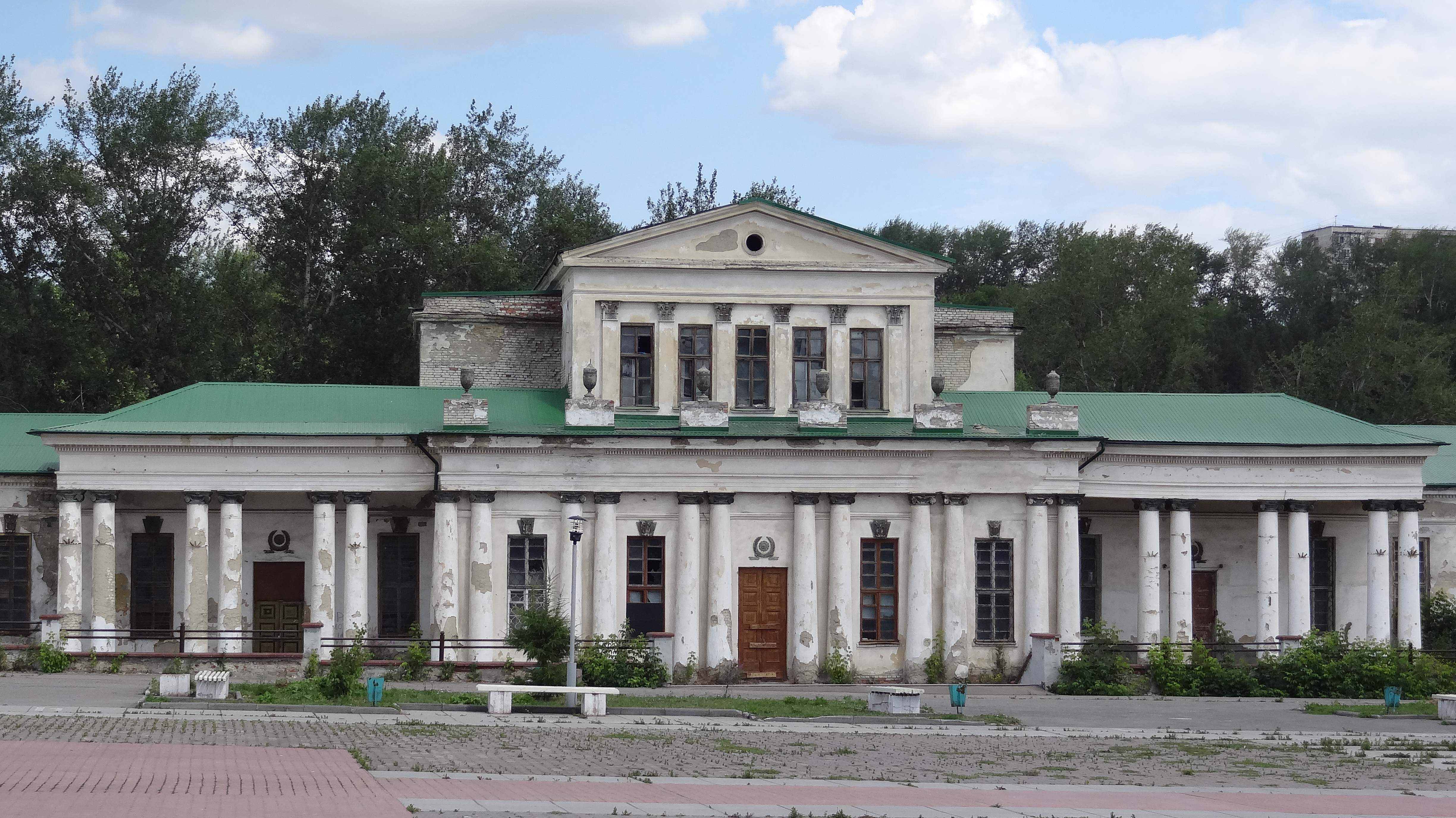
Lagerhaus der Kamensker Eisengießerei (1825–1828), Kathedralplatz, Kamensk-Uralski
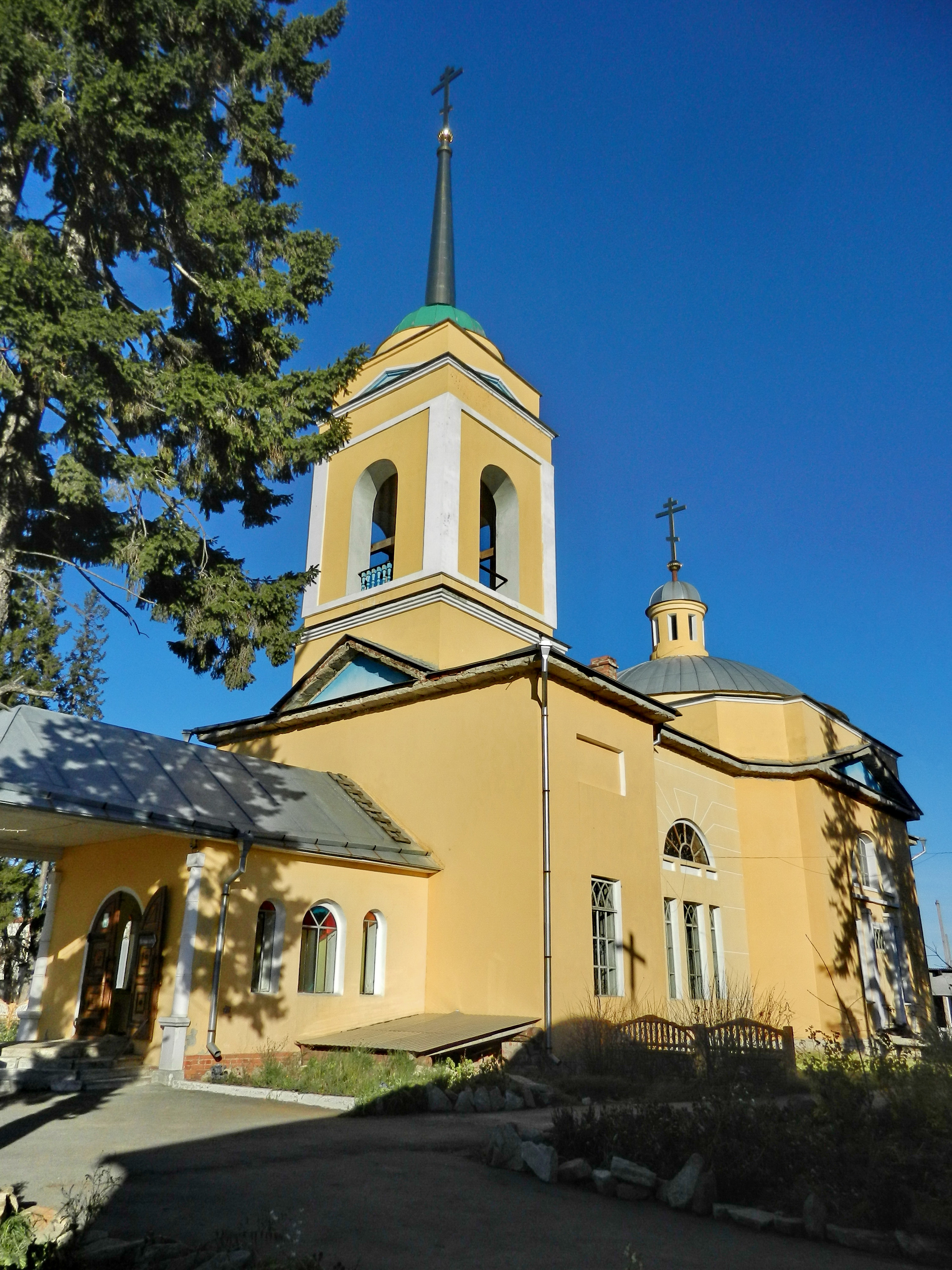
Mariä-Schutz-und-Fürbitte-Kirche (1830–1837), Gorny Schtschit, Uliza Lenina 12, Jekaterinburg
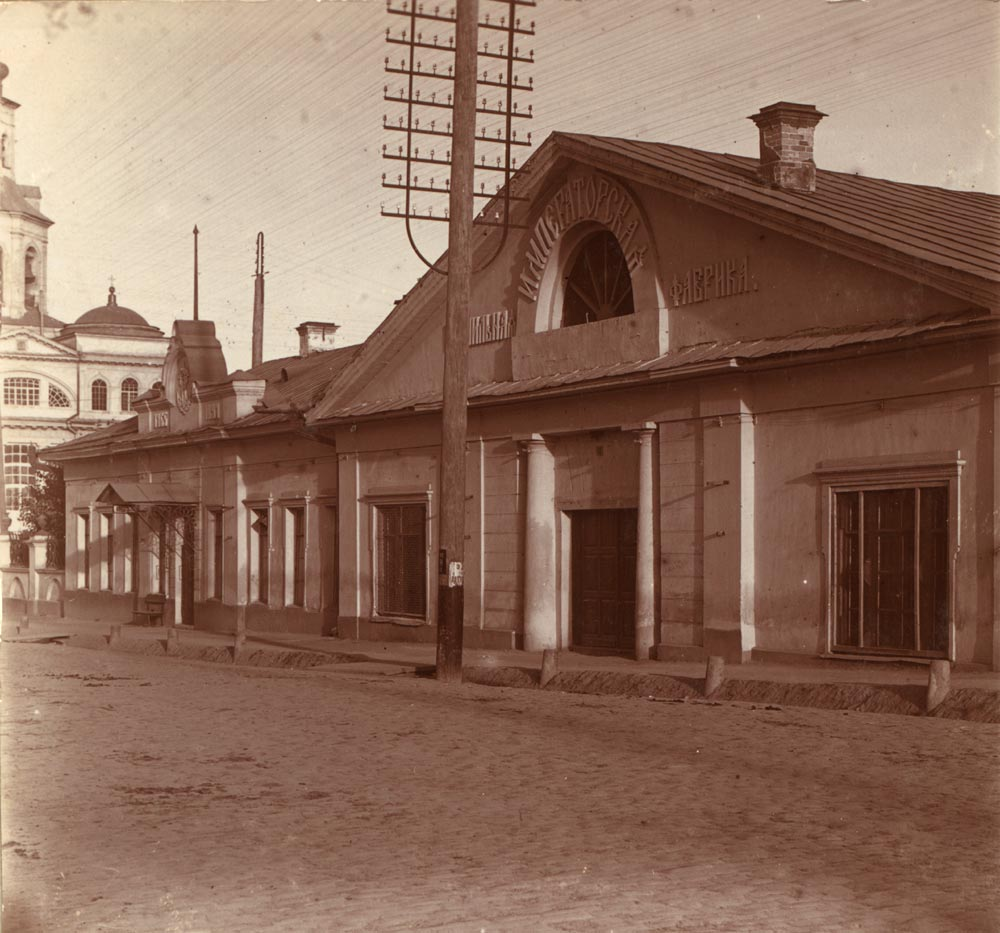
Kaiserliche Schmucksteinfabrik (etwa 1831), Ploschtschad Truda, Jekaterinburg
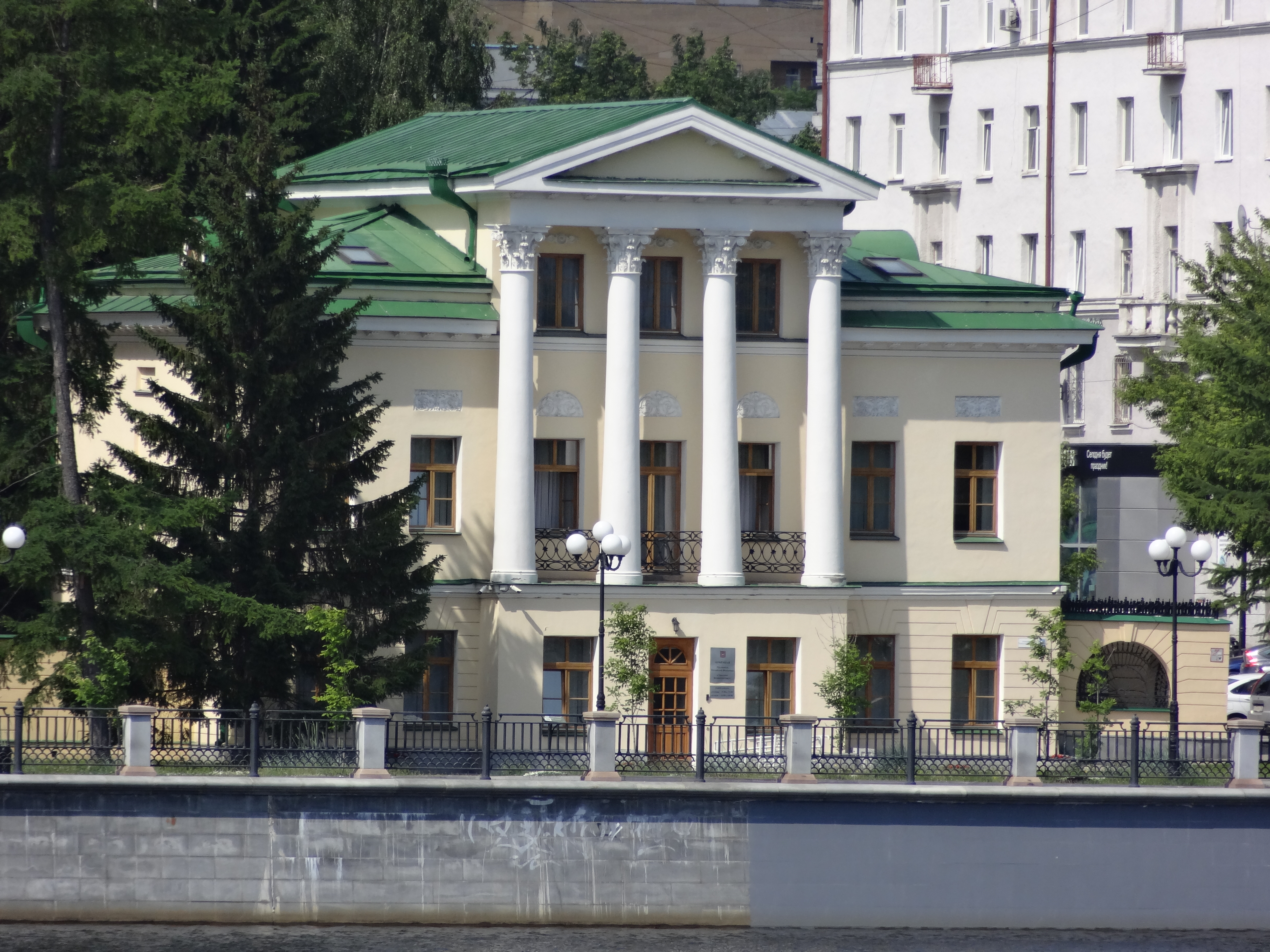
Haus des Kaufmanns I. Pschenitschnikow (1830er Jahre), Nabereschnaja Rabotschei Molodjoschi 2, Jekaterinburg
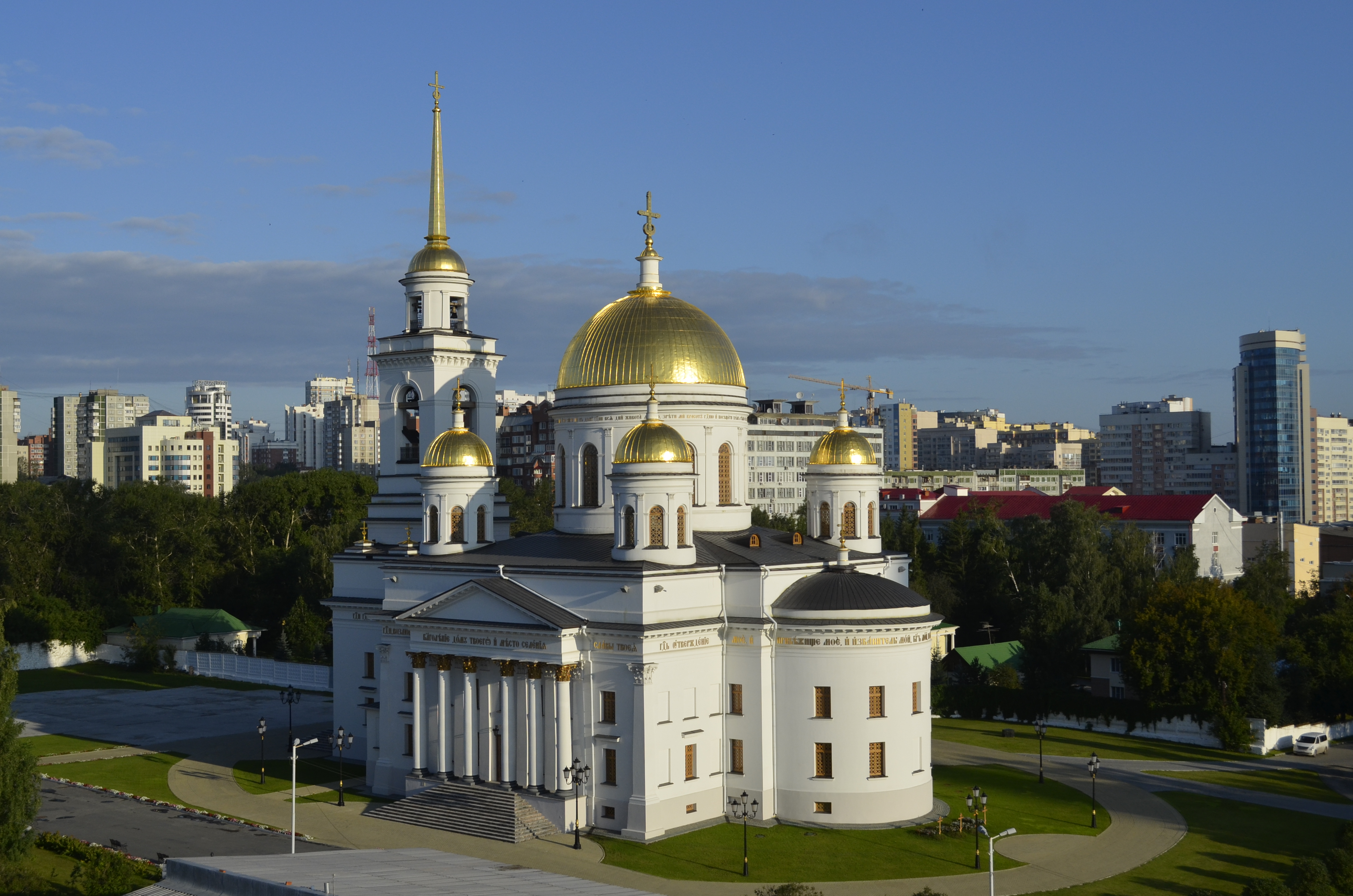
Alexander-Newski-Kathedrale (1838–1854), Uliza Seljonaja Roscha 1, Jekaterinburg
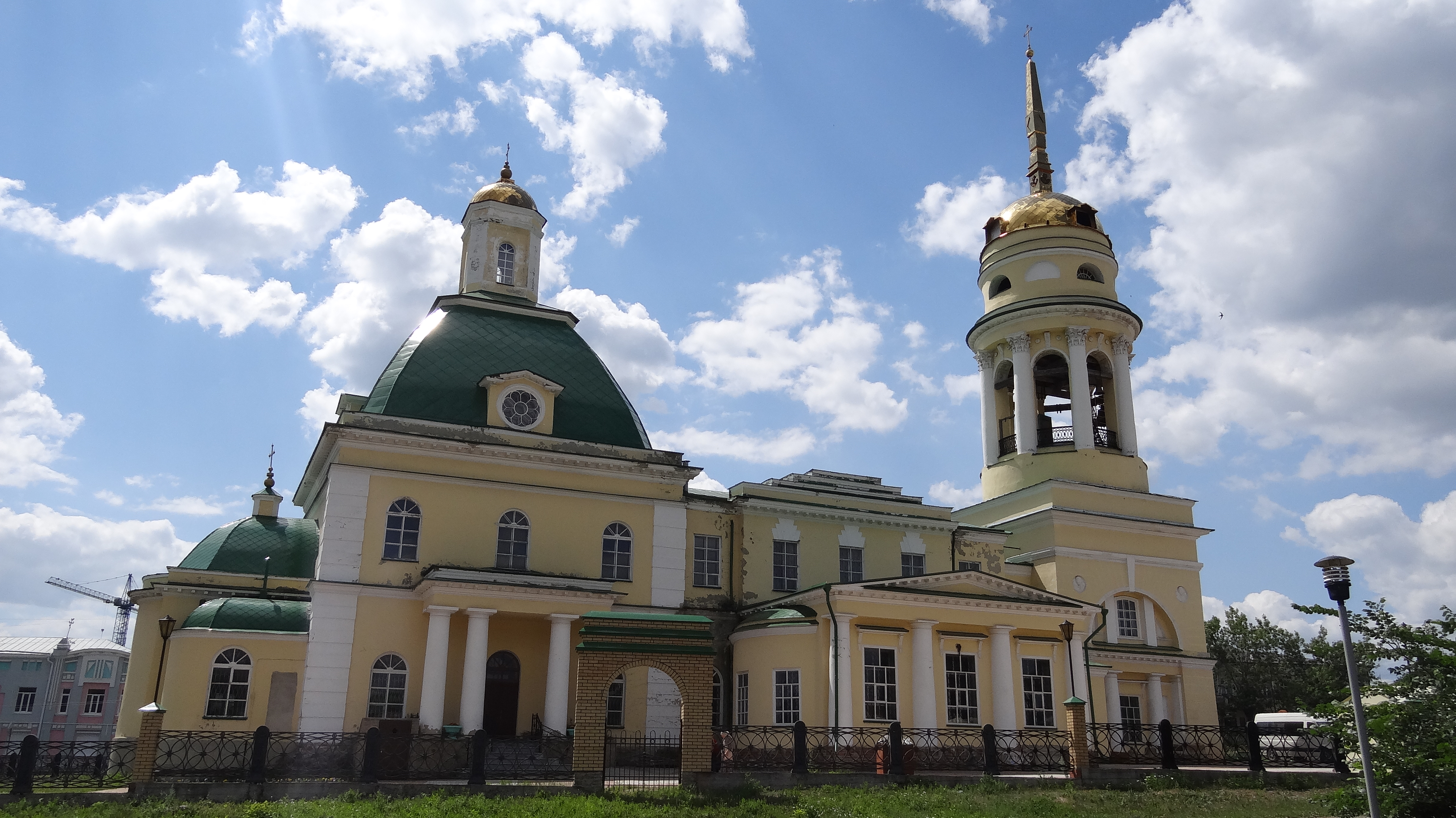
Dreifaltigkeitskathedrale (1839–1840), Kamensk-Uralski